# Vortimer
Vortimer era un príncep i senyor de la guerra britó del segle v, possiblement llegendari. També es diu que va ser el primer rei de Gwent.
Vortimer apareix per primera vegada a la Historia Brittonum, on diu que era fill de Vortigern, un rei dels britons històric que permeté als saxons Hengist i Horsa que s'establissin a l'est de l'illa. Els saxons van apoderar-se a poc a poc de més terres i van propiciar l'arribada d'un gran nombre de guerrers des de Germània. Vortimer preocupat per la pèrdua de territoris i de sobirania, va enderrocar el seu pare i encapçalà els britons en quatre batalles contra els saxons, arribant a expulsar-los. A la tercera batalla van morir Horsa i Cadeyern Fendigaid, el germà de Vortimer que defensava el retorn al tron del seu pare. Vortimer va morir poc després en una batalla i Vortigern va tornar a ser rei i va consentir en la tornada dels saxons. Es coneixen els noms de tres llocs de batalla, i sembla que es corresponen amb batalles lliurades a Kent recollides a la crònica anglosaxona. Aquestes cròniques no mencionen Vortimer, i de fet diuen que Vortigern era el líder dels britons en una d'aquestes batalles.
El material llegendari de la Historia Brittonum escrita en un període primitiu va ser ampliat a la Historia Regum Britanniae de Godofred de Monmouth, una descripció fictícia dels cabdills de Britànnia. Segons ell, els britons abandonaren Vortigern i posaren Vortimer al tron. Després d'expulsar els saxons, Vortimer va ser enverinat per la seva madrastra Ronwen (saxona i filla de Hengist) i Vortigern recuperà la corona.